# Tylosurus crocodilus
El agujón cocodrilo, agujón lisero o marao lisero, es la especie Tylosurus crocodilus, un pez marino de la familia belónidos, distribuida por casi todas las aguas tropicales del mundo.

## Importancia para el hombre
Son pescados con cierta importancia comercial, alcanzando un precio medio en los mercados. Aunque se vende fresco y considerado un buen pescado para consumo humano, su mercado es limitado debido a la carne de color verde, poco atractiva para el consumidor.
Por su gran tamaño y su hábitat en la superficie del agua son pescados en pesca deportiva. Deben ser pescados y manipulados con precaución, pues son peligrosos y pueden atacar para defenderse produciendo graves heridas. Temido por los pescadores, ya que pueden provocar heridas punzantes con sus hocicos afilados al saltar fuera del agua, por ejemplo, cuando están alarmados o atraídos a las luces en la noche.

## Subespecies
Existen dos subespecies muy diferenciadas:
- T. crocodilus crocodilus (Péron y Lesueur, 1821), es el agujón cocodrilo, agujón lisero, lechero o marao lisero; distribuidos por aguas tropicales del océano Atlántico, el océano Índico y la costa oeste del océano Pacífico.[1]
- T. crocodilus fodiator (Jordan y Gilbert, 1882), es el marao lisero; distribuidos por la costa este tropical del océano Pacífico, desde el golfo de California hasta Panamá incluida la isla del Coco.[2]

## Anatomía
Cuerpo alargado y esbelto con un afilado pico en la boca con fuertes dientes, aletas muy traseras y sin espinas, con una longitud máxima de poco menos de un metro.

## Hábitat y biología
Son peces pelágicos de aguas superficiales y de comportamiento oceanódromo, de temperatura tropical. Puede vivir solitario o en pequeños grupos, alimentándose de peces.
En la reproducción son ovíparos, poniendo los huevos atados a todo tipo de objetos flotantes mediante zarcillos que salen de la superficie del huevo.